# ککی اوگاوا
کُکی اوگاوا (انگلیسی: Koki Ogawa؛ زادهٔ ۸ اوت ۱۹۹۷) بازیکن فوتبال اهل ژاپن است.
از باشگاه‌هایی که در آن بازی کرده‌است می‌توان به باشگاه فوتبال جوبیلو ایواتا اشاره کرد.
وی همچنین در تیم‌های ملی فوتبال زیر ۲۰ سال ژاپن و ژاپن بازی کرده‌است.